# Waichiro Omura
Waichiro Omura, född 1 januari 1933 i Shizuoka prefektur, Japan,, död 2003, var en japansk fotbollsspelare.